# Berggasthof Mooshütte
Der Berggasthof Mooshütte ist ein Berggasthof, mit dem bekannten Kräuter und Aromagarten, in der Nähe des Großen Arber und ein DAV-Vertragshaus.

## Geschichte
Der Ursprung des heutigen Berghotels Mooshütte lässt sich bis in das Jahr 1612 zurückverfolgen. Denn zu dieser Zeit wurde am Arbersriegel mit der Rodung des Waldes zur bebaubaren Fläche begonnen. 1640 errichtete der Hüttenmeister Michael Moser hier eine Glashütte, im Volksmund die „Moserhitten“ genannt. Michael Moser unterschrieb seine Briefe mit den Namen „Michael Moser Hüttenmeister in den Moserhitten“. Der Ortsname „Mooshütte“ entstand durch den Hüttenmeister Moser. Im kurfürstlichen Untertanenverzeichnis wurde die Hütte mit fehlerhafter Schreibweise nämlich als „Mooshütte“ geführt. 1651 wurde der Betrieb der Glashütte eingestellt, nachdem das Gebäude nach einer Schneekatastrophe sehr stark beschädigt wurde.
Aus dem Glashüttengut entstanden auf dem Arbersriegel stattliche Waldbauerngüter mit großem Grundbesitz. Und so entstand nach jahrhundertelanger Waldbauernbewirtschaftung das 1962 gegründete Wirtshaus. Aus dem Gutshof der ehemaligen Glashütte wurde 1980 das Berghotel Mooshütte, eines der schönsten Berghotels der Region. Wegen der wirtschaftlichen Bedeutung wurde der Name zum geographischen Begriff.
Der Orkan Kyrill riss mit 140 km/h im Jahr 2007 das komplette Dach der Mooshütte weg. Ein Großbrand vernichtete 2011 fast den gesamten Berggasthof. Der Wiederaufbau mit Beibehaltung des ländlichen Charakters erfolgte in den Jahren 2011 und 2012.

## Lage
Der Berggasthof Mooshütte (941 m ü. NHN), mit dem bekannten Kräuter und Aromagarten, liegt direkt am Fuße des großen Arber bei Lohberg im Bayerischen Wald.

## Hütten in der Nähe
- Berghütte Schareben, bewirtschaftete Hütte, Bayerischer Wald, (1019 m ü. NHN)
- Alte Falkensteinerhütte, bewirtschaftete Hütte, Bayerischer Wald, (1296 m ü. NHN)
- Schutzhaus Falkenstein, bewirtschaftete Hütte, Bayerischer Wald, (1295 m ü. NHN)[4]

## Tourenmöglichkeiten
- Rundweg LO3: Erlebnispfad Kleiner Arbersee, Gehzeit: 5 bis 6 Std.
- Wanderung von der Mooshütte zum Kleinen Arbersee, Sollerbachwasserfälle, Ebensäge wieder zur Mooshütte, 11,3 km, 3,5 Std.
- Wanderung Kleiner Arber, 11,4 km, 4 Std.
- Qualitätsweg Goldsteig
- Gläserner-Steig[5]

## Skifahren
- Skitour, Großer Arber von Mooshütte, 10,7 km, 3 Std.
- Skitour, Mooshütte – Kleiner Arber – Auerhahnloipe – Lamer Einödhöfe, 26,3 km, 5,5 Std.
- Langlauf, Mooshütte-Bretterschachten-Muehlriegel-Vorderoed-Waldeck, 9,6 km, 5 Std.
- Skitour, Mooshütte kleiner Arber großer Arber Mooshütte Rundtour, 13,1 km, 2,5 Std.
- Skitour, Arber Reibn, 12,2 km, 3,5 Std.[6]

## Karten
- Arbergebiet, Bodenmais, Drachselsried, Bayerisch Eisenstein: Wanderkarte mit Ausflugszielen, Einkehr- & Freizeittipps, wetterfest, reissfest, abwischbar, GPS-genau. 1:25.000 (Wanderkarte: WK) Landkarte – Gefaltete Karte, 1. Juni 2018, ISBN 978-3-7473-0255-2